# Just Say Ozzy
Just Say Ozzy —en español: Solo di Ozzy— es un álbum en vivo de Ozzy Osbourne, lanzado el 17 de marzo de 1990 y remasterizado en 1995. Según los créditos, fue grabado en noviembre de 1989 en la sala Brixton Academy de Londres. El disco, de tan sólo 30 minutos de duración, contiene la canción "Shot in the Dark", grabada originalmente durante la época del guitarrista Jake E. Lee, además de las canciones del álbum No Rest for the Wicked "Miracle Man", "Bloodbath in Paradise" y "Tattooed Dancer". También se incluyen en el disco dos canciones originales de Black Sabbath, "Sweet Leaf" y "War Pigs".
Just Say Ozzy fue certificado disco de oro el 21 de julio de 1993. En abril del 2002, este álbum fue descatalogado de la discografía de Ozzy Osbourne, por lo que ya no se encuentra disponible para la venta en los Estados Unidos.

## Lista de canciones
1. "Miracle Man" (Ozzy Osbourne, Zakk Wylde, Bob Daisley) - 4:01
2. "Bloodbath in Paradise" (Osbourne, Wylde, Daisley, Randy Castillo, John Sinclair) - 5:00
3. "Shot in the Dark" (Osbourne, Phil Soussan) - 5:33
4. "Tattooed Dancer" (Osbourne, Wylde, Daisley) - 3:47
5. "Sweet Leaf" (Osbourne, Tony Iommi, Geezer Butler, Bill Ward) - 3:22
6. "War Pigs" (Osbourne, Iommi, Butler, Ward) - 8:24

## Personal
- Ozzy Osbourne - voces
- Zakk Wylde - guitarra[3]
- Geezer Butler - bajo
- Randy Castillo - percusión
- John Sinclair - teclados